# بالروپ
بالروپ (به لاتین: Ballerup) یک شهرک در دانمارک است که در استان هوودستادن واقع شده‌است.

## خصوصیات
بالروپ  ۳۹٬۱۶۳ نفر جمعیت دارد.